# Хаусскнехт, Карл
Генрих Карл Хаусскнехт, или Карл Хаусскнехт (нем. Heinrich Carl Haussknecht или нем. Carl Haussknecht; 30 ноября 1838, Беннунген, Саксония-Анхальт — 7 июля 1903, Веймар) — немецкий ботаник и фармацевт.

## Биография
Генрих Карл Хаусскнехт родился в коммуне Беннунген 30 ноября 1838 года. Занимался изучением флоры Швейцарских Альп. С 1889 года Генрих Карл Хаусскнехт был членом академии естествоиспытателей «Леопольдина». Внёс значительный вклад в ботанику, описав множество видов растений. Генрих Карл Хаусскнехт умер в городе Веймар 7 июля 1903 года.

## Научная деятельность
Генрих Карл Хаусскнехт специализировался на папоротниковидных и на семенных растениях.

## Научные работы
- Vorbericht über Prof. C. Haussknecht’s orientalische Reisen / nebst Erläuterungen von Prof. Dr. H. Kiepert. Berlin: D. Reimer, 1882.
- Monographie der Gattung Epilobium. Jena 1884.
- Über die Abstammung des Saathabers. Jena 1884.

## Почести
Род растений Haussknechtia Boiss. семейства Зонтичные был назван в его честь.